# Chitra indica
Chitra indica là một loài rùa trong họ Trionychidae sống ở các con sông tại Nam Á. Nó có kích thước rất lớn, ăn các loài cá, ếch, động vật giáp xác và thân mềm. Trong quá khứ, nó từng bị gộp vào loài Chitra chitra.

## Phân bố
Loài này được tìm thấy ở lưu vực sông Sutlaj và Indus thuộc Pakistan; lưu vực sông Ganges, Godavari, Mahanadi và các sông khác ở Ấn Độ, Nepal và Bangladesh. Dù phân bố rộng, chúng có mật độ thấp, thậm chí cả ở vùng bảo tồn. Nó bị đe dọa do săn bắt và mất môi trường sống.

## Bảo tồn
Chính phủ Nepal đã thành lập một trung tâm nuôi cấy rùa trong Vườn quốc gia Chitwan và cấp phép một tổ chức phi chính phủ tham gia cứu hộ và bảo tồn các con rùa ở miền đông Nepal. Tuy vậy, mặc dù tình trạng của loài rùa này đang có nguy cơ tuyệt chủng, nó chưa được đưa vào danh sách động vật hoang dã được bảo vệ mạnh mẽ của chính phủ Nepal. Các nhà bảo tồn cho rằng các biện pháp của chính phủ Nepal chưa đủ mạnh mẽ để bảo vệ rùa khỏi các mối đe dọa tự nhiên và nhân tạo, như tăng cường lũ lụt do biến đổi khí hậu gây ra, ngăn cản sông chảy và khai thác cát.
Vào năm 2022, sau hai thập kỷ nỗ lực nuôi cấy, 41 con rùa mới nở đã nở tại Sở thú San Diego.

### Mối đe dọa
Rùa thường bị người dân bắt giữ, cả làm bycatch và để tiêu thụ, vì thịt và trứng rùa được coi là món ăn ngon.

## Hình ảnh

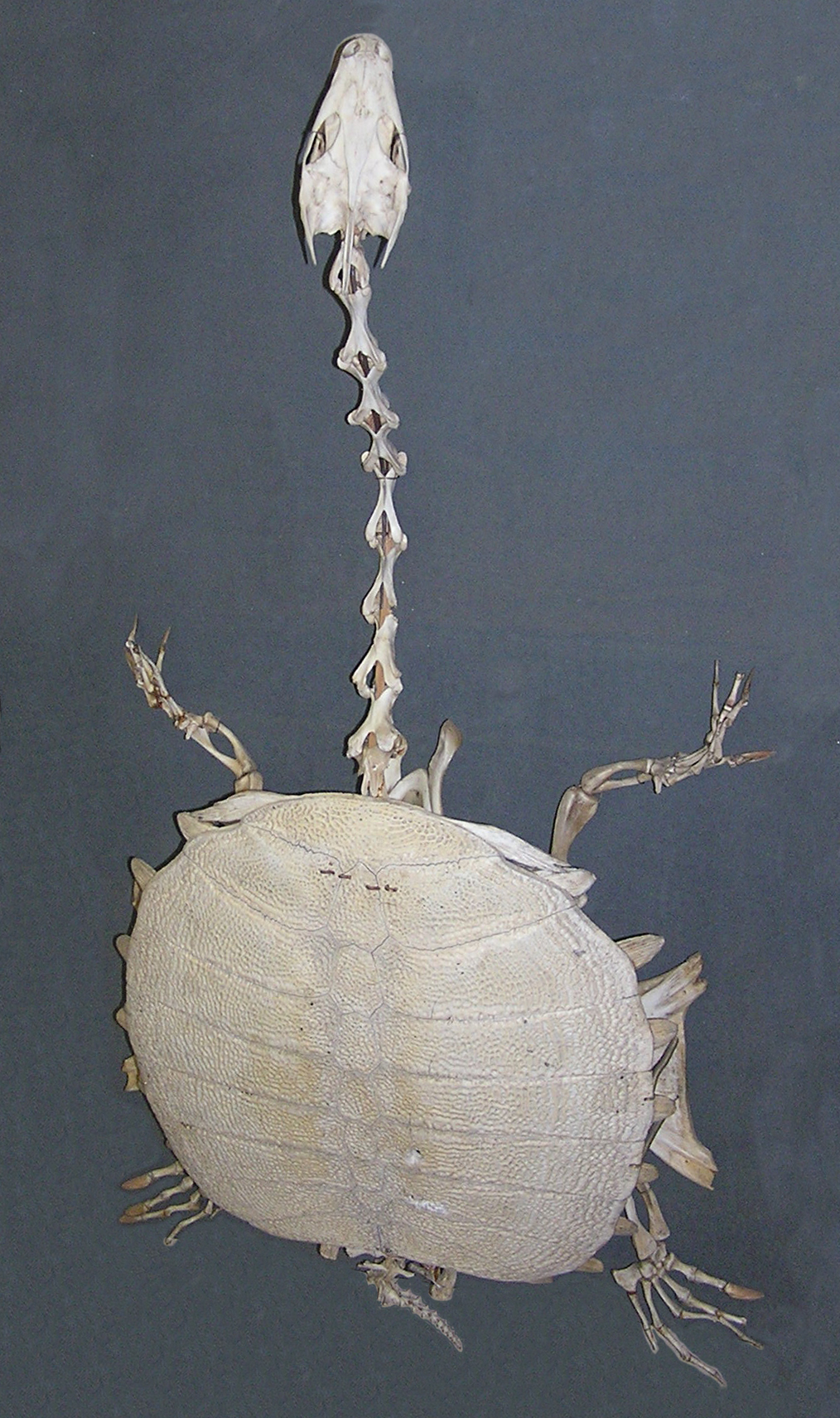
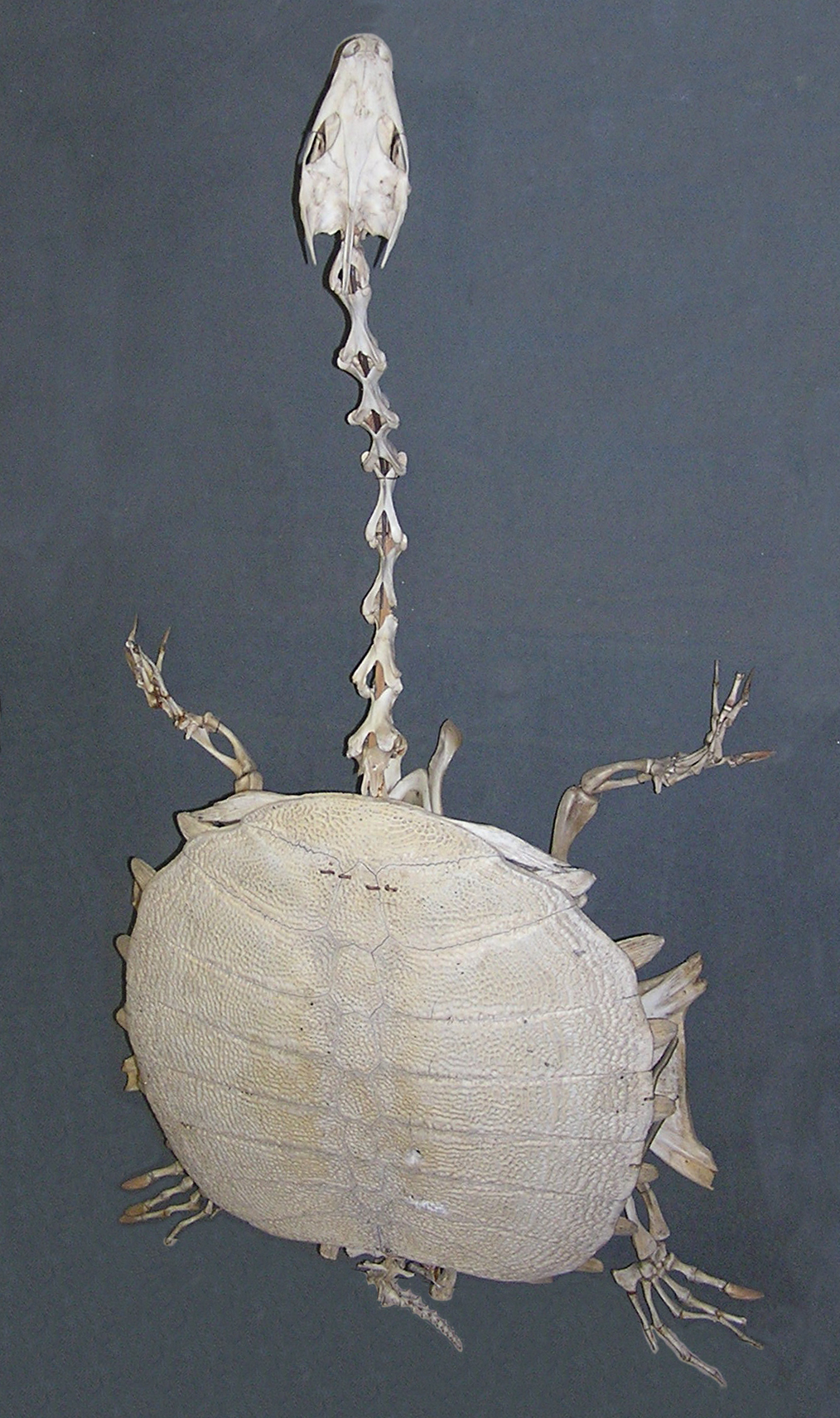